# National Magazine Awards
Los National Magazine Awards son unos premios estadounidenses que reconocen la excelencia en la industria gráfica de las revistas de  los Estados Unidos administrado por la American Society of Magazine Editors y la Columbia University Graduate School of Journalism de Nueva York. Se conceden de manera anual desde 1966.
Es el premio más importante en la industria gráfica, equivalente al Premio Pulitzer en el ámbito de las revistas, ya que éste no contiene categorías para las revistas.
Los premiados son escogidos en dos etapas: primero, los candidatos son analizados por un comité que recomienda un grupo de finalistas; un segundo jurado escoge al vencedor en cada categoría. 